# Lüthold von Aarburg
Lüthold von Aarburg, auch Lütold von Arburg (* unbekannt; † 7. Juni 1213; bestattet in der Krypta des Basler Münsters) stammte aus dem Geschlecht der Freiherren von Aarburg. Er war der Sohn Luitolds. Lüthold wurde 1190 erstmals erwähnt. Er soll der Ordensgemeinschaft der Kartäuser angehört haben und war von 1191 bis zu seinem Tod Bischof von Basel.

## Leben
Lüthold von Aarburg nahm im Jahr 1200 aufgrund einer Predigt des Martin Litz von Pairis am Vierten Kreuzzug teil. Er war ein treuer Anhänger der Staufer. In seiner Amtszeit empfing er im Jahre 1207 den Kaiseranwärter Philipp von Schwaben auf dessen Hoftag in Basel, ein Jahr vor dessen Ermordung. 1212 hielt König
Friedrich II. einen Hoftag in Basel. Am 7. November 1245 erwarb er die Burg Birseck von den Frohburgern.